# John Osborne
John James Osborne [ozbón] (12. prosince 1929 – 24. prosince 1994) byl anglický dramatik, scenárista a herec. Je známý psaním prózy, která kritizuje zavedené společenské a politické normy. Jeho nejznámějším dílem je Ohlédni se v hněvu (1956). Patřil k literární skupině tzv. rozhněvaných mladých mužů.
Osborne byl proslulý svým násilným jazykem, a to nejen ve prospěch politických kauz, které podporoval, ale také proti své vlastní rodině.
Osborne se narodil jako syn barmanky Nellie Beatrice Grove a Thomase Godfreyho Osbornea, komerčního umělce a reklamního textaře pocházejícího z Jižního Walesu.
John Osborne studoval na Belmont College v Devonu, ale v roce 1945 byl vyloučen. Dle jeho slov to bylo proto, že vrátil úder řediteli, který ho udeřil za to, že poslouchal vysílání Franka Sinatry. Jiný bývalý žák však tvrdil, že Osborne byl přistižen při rvačkách s ostatními žáky a ředitele nenapadl. Brzy začal pracovat v divadle, nejprve jako asistent režie, později i jako herec. Roce 1963 získal Oscara za adaptaci Toma Jonese.
Po závažných problémech s játry v roce 1987 se Osborne stal diabetikem a musel si aplikovat inzulín dvakrát denně. Zemřel v roce 1994 na komplikace způsobené cukrovkou ve věku 65 let ve svém domě v Cluntonu, ve Shropshiru.

## Dílo
Jeho dílo vychází z myšlenek rozhněvaných mladých mužů, jejichž byl výraznou osobností, později – v 70. a 80. letech – se pokoušel o avantgardní přístup, který se ne vždy setkal s úspěchem, často vyzněl nepřesvědčivě. Tvorba J. Osborna výrazně ovlivnila nejen britské, ale i světové divadlo.
- Osobní nepřítel
- Ďábel v ní
- Ohlédni se v hněvu – 1956, zfilmováno. V této hře stvořil prototyp „rozhněvaného mladého muže“, který revoltuje proti tradičním hodnotám anglické společnosti. Jimmy Porter je mladý revoltující intelektuál dělnického původu. Kritizuje rozkastování společnosti na lepší a horší. Útočí především na své blízké, zejména na svou ženu Alison (dcera koloniálního důstojníka). Tyto konflikty vedou k manželské krizi a k odloučení. Na konci této hry však manželé k sobě nachází cestu.
- Komik – 1957
- Svět Paula Slickeyeho – 1959, protiměšťácká fraška
- Luther – 1961, historická hra
- Krev Bambergů – 1962
- Nepřípustné svědectví – 1964
- Můj vlastenec – 1965
- Hotel v Amsterodamu – 1968
- Pocit lhostejnosti
- Deja Vu 1991 – pokračování jeho nejlepšího díla Ohlédni se v hněvu, zdaleka nedosahuje jeho kvalit.

Mimo dramat psal také scénáře, většinou se jednalo o adaptace jeho vlastních her. Dále je potřeba zmínit jeho hereckou kariéru, zahrál si např. ve filmu Get Carter a Flash Gordon.
Jeho dvoudílná autobiografie byla oceněna řadou cen, ačkoli se často jednalo spíše o ocenění celoživotního díla než tohoto díla.
- Člověk lepšího postavení – 1981
- Takřka gentleman – 1991